# Чиро Марина
Чиро Марина је насеље у Италији у округу Кротоне, региону Калабрија.
Према процени из 2011. у насељу је живело 14840 становника. Насеље се налази на надморској висини од 8 м.

## Становништво
Према резултатима пописа становништва 2011. у општини је живело 15.051 становника.
| 1951. | 1961.  | 1971.  | 1981.  | 1991.  | 2001.  | 2011.  |
| ----- | ------ | ------ | ------ | ------ | ------ | ------ |
| 7.294 | 10.005 | 10.369 | 13.007 | 14.113 | 13.987 | 15.051 |

## Партнерски градови
- Лонате Поцоло
- Супино